# Giacobbo/Müller
Giacobbo/Müller – mit dem Untertitel Late service public – war eine Late-Night-Show und Satiresendung von Viktor Giacobbo und Mike Müller. Sie wurde seit der Erstausstrahlung am 27. Januar 2008 bis zur letzten Folge am 11. Dezember 2016 wöchentlich am Sonntagabend um ca. 22.00 Uhr auf SRF 1 ausgestrahlt und dauerte rund 40 Minuten.
Die Sendung war eine Art Nachfolge von Viktors Programm bzw. Viktors Spätprogramm, das von 1990 bis 2002 im Schweizer Fernsehen zu sehen war.

## Inhalt
Die Sendung wurde als aktueller satirischer Wochenrückblick präsentiert, mit Schwerpunkt auf politischen Themen. Die beiden Moderatoren kommentierten eingeblendete Presseausschnitte, und es wurden Kurzfilme eingespielt, bei denen die Moderatoren in verschiedene Rollen schlüpften. In der zweiten Hälfte der Sendung waren immer mindestens zwei Gäste eingeladen: zunächst einer (oder eine Gruppe) aus der Kleinkunstszene, eine kurze Darbietung zeigend, und im Schlussteil ein Gesprächsgast aus der Schweizer Politik.

## Regelmässige Gäste
Bis Februar 2009 immer mit dabei war der englische Schauspieler und Musiker Peter Tate, der in der Mitte der Sendung eine musikalische Darbietung gab (als Peter Tate and himself) und am Ende eine knappe englischsprachige Zusammenfassung der Sendung präsentierte. Dazwischen war Peter Tate als eine Art Sidekick Ziel von Sticheleien (meist von Viktor Giacobbo), oder er mischte sich von sich aus – etwa mit einer Frage – in die Dialoge von Giacobbo und Müller (und allfälliger Gäste) ein. Auch bei der Abschlusssendung am 11. Dezember 2016 gab Tate zum Sendeschluss nochmal seinen Kommentar ab. Nachfolger Tates war für knapp ein Jahr der deutsche Organist Buddy Casino. Vom 31. Januar 2010 bis zum 3. Juni 2012 spielte die Schweizer Musikerin Irene Brügger-Hodel als «Einfrauorchester» Frölein da Capo. Ab Oktober 2012 übernahm der Bassist Daniel Ziegler die musikalische Gestaltung.
Häufige Darsteller in Einspielungen waren die Imitatoren David Bröckelmann, Michael Elsener und Fabian Unteregger. Weitere Gäste, die öfters in Sendungen eingeladen wurden, sind die Kabarettisten Andreas Thiel und Stefan Heuss, der das Publikum mit seinen kuriosen Erfindungen unterhielt.

## Aufzeichnung
Giacobbo/Müller wurde jeweils am Sonntagabend um 19.30 Uhr – also rund zweieinhalb Stunden vor der Ausstrahlung – im Festsaal des Restaurants Kaufleuten in Zürich vor einem Livepublikum aufgezeichnet.
Anlässlich des 20-jährigen Jubiläums des Arosa Humor-Festivals wurde die 120. Ausgabe am 18. Dezember 2011 als gut 80-minütige Sondersendung im Zelt bei der Aroser Tschuggenhütte produziert.
Am Ostersonntag, 31. März 2013, wurde eine weitere Sondersendung ausgestrahlt, welche zwei Tage zuvor, (Karfreitag 29. März) in Winterthur im Circus Knie aufgezeichnet wurde.

## Nachfolgesendung
Um eine Nachfolgesendung zu definieren, startete SRF ein Auswahlverfahren mit drei neuen Comedy-Sendeformaten, unter anderem «Müslüm Television», «Headhunter» und «Deville Late Night», welche jeweils eine Staffel von vier Folgen jeweils am Freitagabend ausstrahlten. «Deville Late Night» wurde der Nachfolger von «Giacobbo/Müller». Die Sendedauer betrug 35 Minuten.